# Nederlandse hoogvlieger
De Nederlandse hoogvlieger is van oorsprong een Amsterdams duivenras. Hij werd daar de kaalpoot genoemd. Tegenwoordig wordt hij in heel Nederland en ook daarbuiten gehouden. Sinds de jaren 30 van de twintigste eeuw wordt er met deze duif geshowd.
Tegenwoordig wordt er ook weer met de Nederlandse hoogvlieger gevlogen. Men spreekt dan wel van het "vliegtype". Dit is totaal niet te vergelijken met het tentoonstellingstype.